# Charlotte Fera

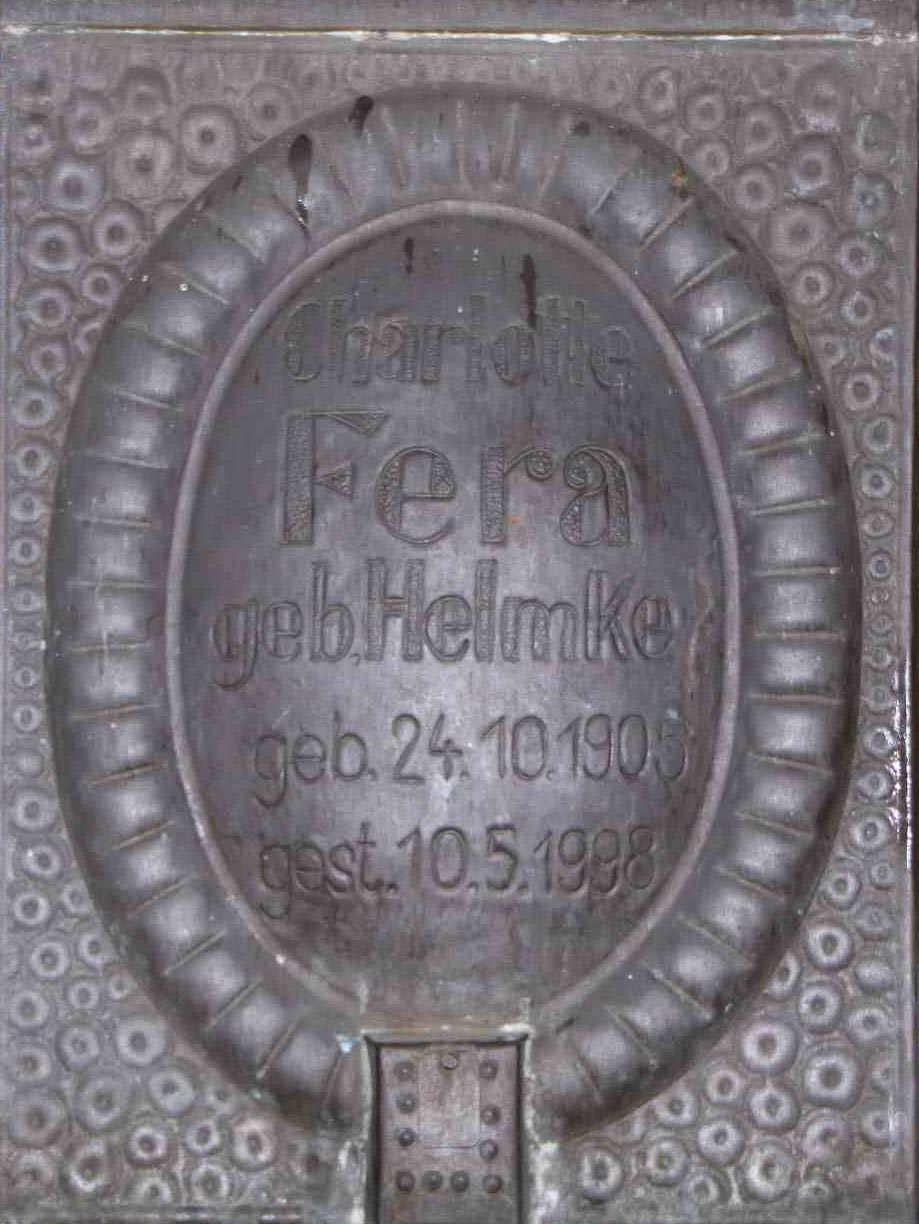
Grabstein von Charlotte Fera auf dem Friedhof Ohlsdorf

Charlotte Fera (* 24. Oktober 1905 in Bremen; † 10. Mai 1998 in Hamburg) war eine Hamburger Politikerin (CDU).

## Biografie
Fera wurde als Tochter des Kaufmanns Hinrich Johann Helmke geboren. In Bremen besuchte sie von 1911 bis 1921 das Lyzeum. Es schlossen sich Auslandsaufenthalte in England und Belgien an.
1935 heiratet sie Ludwig Fera, mit dem sie 1949 nach Hamburg übersiedelte. Sie hatten gemeinsam vier Kinder; die Tochter Monika von Savigny ist  Kommunalpolitikerin in Frankfurt-Westend, der Sohn Peter W. Fera ist Film- und Fernsehproduzent.

### Politik
Fera trat 1951 der CDU bei. Von 1957 bis 1993 war sie Mitglied der Bürgerschaft der Freien und Hansestadt Hamburg. Der Schwerpunkt ihrer politischen Arbeit auch außerhalb des Parlaments war die Frauen- und Sozialpolitik. Im Parlament war sie von 1974 bis 1993 die Alterspräsidentin und war Mitglied des Vorstandes der Bürgerschaft. Trotz des großen Engagements in vielen gesellschaftlichen Bereichen stand im Handbuch der Bürgerschaft unter Beruf durchgängig Hausfrau. Die Bürgerschaft wählte sie zum Mitglied der Bundesversammlung, die 1964 Heinrich Lübke als Bundespräsident wiederwählte.
Innerhalb der CDU übernahm sie viele Aufgaben bis ins hohe Alter. Unter anderem war sie Präsidentin der Europäischen Frauen-Union und ab 1983 Generalsekretärin der Weltunion Christdemokratischer Frauen. Als Letzteres nahm sie an den Weltfrauenkonferenzen der UNO in Kopenhagen und Nairobi teil. 1988 wurde sie Mitglied des Bundesvorstandes der Senioren-Union und Vorsitzende Landesverband Hamburg. 1990 folgte dann die Aufgabe als stellvertretende Bundesvorsitzende.

### Weitere Mitgliedschaften
Sie initiierte und engagierte sich in viele Initiativen. Im gesellschaftlichen Bereich war sie unter anderem 1955 Mitbegründerin der Arbeitsgemeinschaft Hamburger Frauenverbände (Heute: Landesfrauenrat). 1956 wurde sie erste Vorsitzende der Initiative Aktion Gesundheit Jugend. Von 1962 bis 1984 war sie zweite Vorsitzende des Deutsch-Instituts für Ausländer und mehrere Jahre zudem Mitglied im Verwaltungsrat der Öffentlichen Bücherhallen.
Ihr kirchliches Engagement übte sie unter anderem von 1958 bis 1982 im Vorstand der Evangelisch-Lutherischen Matthäus-Kirche in Hamburg-Winterhude und von 1966 bis 1971 als Mitglied der Synode der Evangelisch-Lutherischen Kirche im Hamburgischen Staate aus.
Sie wurde auf dem Friedhof Ohlsdorf in Hamburg beigesetzt.

## Ehrungen
- Wegen ihrer Jahrzehntelangen Arbeit in politischen, kirchlichen und sozialen Verbänden, Initiativen und Parteien erhielt sie 1976 das Bundesverdienstkreuz am Bande und 1985 das Große.
- 1993 erhielt sie die Bürgermeister-Stolten-Medaille, eine der höchsten Auszeichnungen der Stadt Hamburg vom Senat verliehen.